# Vaccinium ampullaceum
Vaccinium ampullaceum är en ljungväxtart som beskrevs av Herman Otto Sleumer. Vaccinium ampullaceum ingår i Blåbärssläktet, och familjen ljungväxter. Inga underarter finns listade i Catalogue of Life.